# 크로우 리드
크로우 리드(Clow Reed)는 《카드캡터 사쿠라》의 등장인물이다. 동·서양의 마법을 사용할 수 있으며, 강력한 마력을 가진 천재적인 마법사다.

## 소개
영국인 아버지와 '리 가문'의 후손인 중국인 어머니를 둔 혼혈인으로 동양과 서양의 마법을 모두 쓸 수 있다. 강한 마력을 갖고 있고 《크로우 카드》, 케르베로스, 유에를 창조 할 수 있는 천재적인 마법사로 자신을 괴짜에 성격이 나쁘다고 지칭한다. 뛰어난 마력으로 미래를 내다보기 때문에 예측 불가능한 일을 좋아하며 놀리는 것을 좋아하는 장난기 있는 모습이 있다.
예지 능력으로 키노모토 사쿠라(번안:유체리)가 자신의 후계자가 될 것이라는 걸 알고 있었다. 크로우 리드는 자신이 언제 죽을지도 예지했는데, 사쿠라를 도와주기 위해서, 그리고 생전에 자신이 가장 강한 마법사인 것으로 괴로워했기 때문에 영혼을 두 개로 나누었다. 종종 사쿠라의 꿈속에 나타나 도움을 주기도 한다.